# Ħal Farruġ
Ħal Farruġ – osada w granicach miejscowości Luqa na Malcie. 

## Historia
Początki wioski Ħal Farruġ sięgają co najmniej przełomu XIV i XV wieku. Według spisu osób zarejestrowanych w ówczesnej „Id-Dejma” za lata 1419–1420 liczba mieszkańców Luqa wraz z wioską Ħal Farruġ osiągnęła 160 osób. 
Najwcześniejszy opis „al Farru” można znaleźć w wizycie apostolskiej przeprowadzonej w 1575 przez ks. Pietro Dusinę, który w niespełna rok odwiedził 430 kościołów i kaplic na Malcie i Gozo. Dusina wspomina w raporcie z wizyty o dwóch kościołach: pod wezwaniem Matki Boskiej Zwycięskiej oraz innego kościoła w pobliżu poświęconego ścięciu św. Jana Chrzciciela.
W opisie Dusina wspomina, że kościół Matki Boskiej Zwycięskiej posiadał ołtarz, brukowaną kostką podłogę i drewniane drzwi. Trzeba pamiętać, że wizyta duszpasterska miała miejsce 10 lat po Wielkim Oblężeniu, co oznaczało, że większość budynków została obrabowana przez Turków podczas stacjonowania na Malcie. Raport opisuje, że kaplica miała trzy łuki i prostokątny kształt. Później do kaplicy dobudowano zakrystię, a w 1885 roku fasadę przebudował w innym stylu architekt Andrea Vassallo. W 1941 kościół został zburzony, z powodu budowy nowego pasa startowego na kontrolowanym przez Brytyjczyków lotnisku.
Dusina przekazał także kilka informacji, dotyczących społeczności, która mieszkała w okolicy. Znalazł on tam około 10 domów, a wioska była oddalona o dwie mile od Bir Miftuħ. Można szacować, że populacja Ħal Farruġ wynosiła około 40 do 50 osób.

## Czasy współczesne
W czasach stacjonowania Brytyjczyków na Malcie wioska wchodziła w skład rozległego kompleksu budynków przeznaczonych do obsługi lotniska, a także służących jako rezydencje dla brytyjskich żołnierzy. W 1979, kiedy Brytyjczycy zamknęli swoją bazę, przekazali wszystkie budynki rządowi maltańskiemu, który z kolei przekazał je na rezydencje.
Od 25 września 2020 rząd Malty przeniósł 15 000 m² gruntu w Hal Farrug Industrial Zone dla Valletta Football Club do wykorzystania w celu budowy boiska piłkarskiego dla klubu.
Na terenie Ħal Farruġ znajduje się, zbudowany pod koniec XIX wieku, szpital św. Wincentego a Paulo. Dziś znajduje się w nim dom opieki nad osobami starszymi noszący nazwę „St Vincent de Paule Residence”.
W osadzie Ħal Farruġ znajdują się 24 ulice.

## Zarządzanie
Ħal Farruġ pozostaje integralną częścią rady lokalnej Luqa, jednak ma własną administrację w postaci Ħal Farruġ Administrative Committee.  